# 4 березня
4 березня — 63-й день року за Григоріанським календарем (64-й у високосні роки). До кінця року залишається 302 дні.

## Свята і пам'ятні дні

### Національні
- Білорусь: День міліції

### Релігійні

#### Християнство
- День Святого Герасима Йорданського (475).
- День Святого Казимира (1484).

Православ'я:
- День Святого Герасима Йорданського.
- Мученика Павла і мучениці Юліанії.
- Преподобного Якова, посника.
- Перенесення мощей благовірного князя В'ячеслава Чеського.
- Преподобного Герасима, ігумена Вологодського.
- Святителя Григорія, єпископа Констанції Кіпрської.
- Преподобномученика Іоасафа Снітногорського.

### Іменини
✝  Католицькі: Казимир, Євген/Євгеній
✙ Православні: Герасим, Павло, Юліанія, Яків, В'ячеслав, Григорій.

## Події
- 1152 — Фрідріх I обраний наступним німецьким королем
- 1386 — великого князя Литовського Ягайла обрано польським королем
- 1472 — магістратура Республіки Сієна затвердила статут найстарішого банку у світі, що безперервно працює
- 1493 — Папа Римський Олександр VI видав буллу, за якою всі колонії Нового Світу розподілялись між Іспанією і Португалією по 50° західної довготи
- 1750 — Кирило Розумовський обраний гетьманом України
- 1789 — уведена в дію Конституція США і федеральний уряд розпочав діяльність за нинішньою системою правління
- 1790 — адміністративна реформа поділила Францію на 83 департаменти
- 1813 — морозиво вперше подано на офіційному прийомі
- 1837 — Чикаго отримало статус міста
- 1849 — прийнята нова конституція Австрійської імперії; Буковину проголошено коронним краєм Габсбурзької імперії — герцогством Буковина
- 1857 — Паризьким договором Британія визнала незалежність Афганістану
- 1877 — у Великому театрі в Москві пройшла прем'єра балету П. І. Чайковського «Лебедине озеро»
- 1877 — німецько-американський винахідник Еміль Берлінер створив вугільний мікрофон; незалежно його винаходили Г'юз та Едісон
- 1880 — нью-йоркська The Daily Graphic розмістила першу півтонову (а не гравійовану) репродукцію фотографії
- 1918 — Українська Центральна Рада прийняла ухвалу про реєстрацію громадянства України
- 1939 — німецький уряд видав постанову, якою легалізовував примусове залучення до роботи єврейського населення Німеччини
- 1950 — на екрани США вийшов фільм Волта Діснея «Попелюшка» — перший повнометражний анімаційний фільм
- 1955 — невелика японська фірма «Sony», новачок на ринку, розпочала випуск кишенькових транзисторних приймачів
- 1966 — Джон Леннон заявив, що група «Beatles» стала популярнішою, ніж Ісус Христос. У відповідь на це в «біблійному поясі» (Південь і Середній Захід США) пройшли акції спалювання платівок з записами цієї групи
- 1975 — Чарлі Чаплін посвячений у лицарі
- 1983 — у Вітебську ввели до ладу нову телевежу на Юрієвій горі
- 1989 — створене українське товариство «Меморіал» імені Василя Стуса
- 1990 — у республіках СРСР відбулися перші вибори народних депутатів на альтернативних засадах.
- 1996 — Україна і Канада підписали договір про запобігання подвійного оподатковування бізнесменів
- 2006 — відкрили 45-ту станцію Київського метрополітену — «Вирлиця»
- 2009 — Міжнародний кримінальний суд видав ордер на арешт президента Судану Омара аль-Башира
- 2013 — світова прем'єра українського фільму «Delirium» (режисер Ігор Подольчак) на Міжнародному кінофестивалі «Фанташпорту», Порту, Португалія
- 2015 — вибух метану на шахті ім. Засядька забрав життя 33 гірників
- 2018 — Отруєння Сергія Скрипаля у Солсбері, Велика Британія

## Народились
Дивись також Категорія:Народились 4 березня
- 1623 — Якоб ван дер Дус, нідерландський художник періоду Золотої доби голландського живопису, який мав прізвисько «барабанщик». Батько художника-пейзажиста Симона ван дер Дуса
- 1639 — Казимір Лещінський, польсько-білоруський філософ.
- 1678 — Антоніо Вівальді, італійський композитор і скрипаль.
- 1756 — Генрі Реберн, шотландський живописець.
- 1782 — Казимір Єльський, скульптор, перший професор скульптури в Білорусі.
- 1815 — Михайло Вербицький, український композитор, громадський діяч, автор гімну України «Ще не вмерла Україна».
- 1865 — Едуард Вільде, естонський письменник і драматург
- 1871 — Йосип Мурн, словенський поет.
- 1879 — Бернгард Келлерман, німецький письменник.
- 1890 — Вінцук Відважний, білоруський письменник, католицький священик східного обряду, поет, публіцист
- 1904 — Георгій Гамов, американський фізик, який першим розрахував генетичний код.
- 1904 — Олексій Нестеренко, український економіст, член-кореспондент НАН України.
- 1907 — Володимир Векслер, український радянський фізик, фундатор прискорювальної техніки (фазотрони, синхрофазотрони, синхротрони) в СРСР.
- 1925 — Поль Моріа, французький композитор, аранжувальник і диригент.
- 1932 — Міріам Макеба, південноафриканська співачка і громадська активістка, знана як Мама Африка.
- 1934 — Володимир Вихрущ, український поет.
- 1945 — Фемі Бенуссі, італійська акторка та еротична модель.
- 1946 — Петро Бенюк, актор львівського театру імені Марії Заньковецької, народний артист України.
- 1949 — Володимир Івасюк, український поет і композитор.
- 1985 — Анджела Вайт, австралійська порноакторка та порнорежисерка.

## Померли

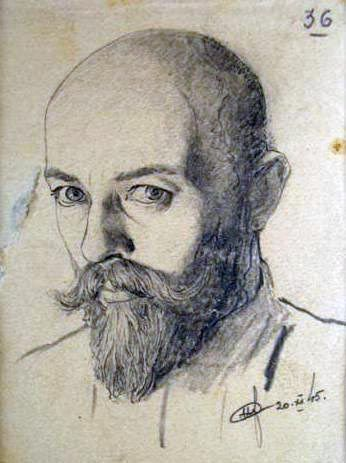
Ніл Хасевич

Дивись також Категорія:Померли 4 березня
- 1193 — Саладін, мусульманський полководець, султан Єгипту та Сирії, засновник династії Аюбідів
- 1687 — Яків Суша, єпископ Холмський і Белзький Руської унійної церкви
- 1805 — Данило Самойлович (Сушковський), український медик, засновник епідеміології в Російській імперії, фундатор першого в Україні наукового медичного товариства. Першим довів можливість протичумного щеплення.
- 1831 — Георг Міхаель Телеман, німецький композитор і богослов; онук композитора Георга Філіпа Телемана.
- 1852 — Микола Гоголь, український та російський письменник, прозаїк, драматург
- 1952 — Ніл Хасевич, український художник, графік, член ОУН, УГВР, керівник друкарні УПА
- 1955 — Дмитро Абрамович, український історик літератури й мови.
- 1963 — Вільям Карлос Вільямс, американський поет, прозаїк, драматург. Один з найвизначніших поетів США XX сторіччя
- 1988 — Володимир Беліцер, український біохімік
- 2019 — Кіт Флінт, англійський співак і танцюрист, найбільш відомий як вокаліст гурту The Prodigy.